# إيكا (لاعب كرة قدم)
إيكا هو لاعب كرة الصالات ‏ ولاعب كرة قدم برازيلي، ولد في 26 يناير 1982 في تشابيكو في البرازيل. لعب مع ElPozo Murcia FS ‏.